# Ðorđe Konjović
Đorđe Konjović (in serbo Ђорђе Коњовић?; Senta, 2 gennaio 1931) è un ex cestista jugoslavo.

## Palmarès
- YUBA liga: 3

Stella Rossa Belgrado: 1953, 1954, 1955